# 537.
◄ | 5. stoljeće | 6. stoljeće | 7. stoljeće | ►
◄ | 500-ih | 510-ih | 520-ih | 530-ih | 540-ih | 550-ih | 560-ih | ►
◄◄ | ◄ | 534. | 535. | 536. | 537. | 538. | 539. | 540. | ► | ►►
Astronomija • Književnost • Kršćanstvo • Pravo • Promet

## Smrti
- 2. prosinca – Silverije, papa

## Vanjske poveznice
|  | Zajednički poslužitelj ima još gradiva o temi 537. |